# Цанко Тасев
Цанко Николов Тасев (роден на 6 януари 1965 г.) е български актьор. Известен е с озвучаването на филми и сериали.

## Ранен живот
През 1989 г. завършва актьорско майсторство за куклен театър във ВИТИЗ „Кръстьо Сарафов“ в класа на доцент Димитър Стоянов.

## Кариера на озвучаващ актьор
Тасев започва да се занимава с дублаж около 1997–1998 г. Една от първите му роли е тази на Жакомо в синхронния дублаж на Александра Аудио на „Палечка“, а един от първите му сериали е „Тимон и Пумба“, в който озвучава епизодични и певчески роли.
По-известни заглавия са „Семейство Защо Защо“, „Спондж Боб Квадратни гащи“ (дублажи на Александра Аудио и Про Филмс), „Телетъбис“, „Ким Суперплюс“, „Най-добрият ми приятел е маймуна“, „Батман: Смели и дръзки“, „Монстър Бъстър Клъб“, „Инспектор Гаджет“, „Малката русалка“ (дублаж на bTV), „Дребосъкът Джордж“, „Скункс Фу!“, „Да, мило“, „Животът и приключенията на Джунипър Лий“, „Кръстници-вълшебници“, „Децата от класна стая 402“, „Светът на Куест“, „Джими Куул“, „Американски дракон: Джейк Лонг“, „Галактически футбол“, „Бен 10: Извънземна сила“, „Голямото междучасие“, „Ед, Едд и Едди“, „Ю-Ги-О!“, „Антураж“, „Истерия!“, „Несломимата Кими Шмид“ и други.

## Филмография
- „Неочакван обрат“ (2009)[2]
- Нова приказка за стари вълшебства (1999) - фей